# Kees van der Zee
Age (Kees) van der Zee (Hindeloopen, 11 november 1903 - Haarlem, 30 oktober 1982) was een Nederlandse atleet, die gespecialiseerd was in het polsstokhoogspringen. Hij werd vijfmaal Nederlands kampioen en had zestien jaar het Nederlands record polsstokhoogspringen in handen. Ook nam hij eenmaal deel aan de Olympische Spelen.

## Biografie

### Veelzijdig talent
Na te hebben geturnd stapte Van der Zee over op atletiek. Al snel bleek hij talent te hebben en evenaarde hij bij zijn vereniging HAV het clubrecord polsstokhoogspringen van 3,40 m. Dankzij zijn turnachtergrond was hij in staat uit te blinken in diverse atletiekdisciplines. Zo had hij het clubrecord in handen bij het speerwerpen (46,72; 1929), de 200 m horden (27,3; 1930) en de 10 × 100 m estafette (1.52,3; 1930). Naast atletiek blonk hij ook uit in schaatsen, zeilen en zwemmen. In 1928 mocht hij Nederland vertegenwoordigen op de Olympische Spelen van Amsterdam. In de kwalificatieronde kwam hij niet verder dan 3,30, hetgeen niet toereikend was voor de finale.

### Titels en records
Zijn grote doorbraak maakte Kees van der Zee in 1930. Hij werd voor het eerst Nederlands kampioen en verbeterde het Nederlands record tot 3,62. Dat jaar werd hij ook kampioen op de AAA-kampioenschappen in Londen met een sprong over 3,66, nadat hij het jaar ervoor bij dit kampioenschap als tweede was geëindigd. Van de gouden medaille die hij in 1930 won, heeft hij later zijn trouwringen laten maken.
Het Nederlandse record zou, inclusief diverse verbeteringen, zestien jaar in zijn handen blijven. In 1934 verbeterde hij op een hobbelig grasveld in Medemblik met een bamboestok voor de laatste maal het Nederlands record polsstokhoogspringen tot 3,90. Dat jaar werd hij ook door het bestuur onderscheiden met de Kreigsmanbeker en later met het Officierskruis in de orde van Oranje Nassau.

### Einde sportloopbaan
In 1936 verloor hij zijn Nederlandse titel aan Cor Lamoree en moest hij genoegen nemen met het brons. In 1938 zette Kees van der Zee definitief een punt achter zijn sportcarrière. Het Nederlands record polsstokhoogspringen zou pas in 1946 door Cor Lamoree worden geëvenaard en datzelfde jaar worden verbeterd.

### Conditietrainer Noorse schaatsploeg
In zijn actieve tijd was hij aangesloten bij AV Haarlem. Toen hij geslaagd was voor zijn studie lichamelijke oefening, heeft hij de Noorse schaatsploeg begeleid als conditietrainer. Later werd hij topambtenaar bij de Rijksverzekeringsbank. Hij overleed op 79-jarige leeftijd in Haarlem.

## Nederlandse kampioenschappen
| Onderdeel            | Jaar                         |
| -------------------- | ---------------------------- |
| polsstokhoogspringen | 1930, 1931, 1932, 1934, 1935 |

## Persoonlijke records
| Onderdeel            | Prestatie | Jaar |
| -------------------- | --------- | ---- |
| polsstokhoogspringen | 3,90 m    | 1934 |
| discuswerpen         | 34,74 m   | 1927 |
| 200 m horden         | 27,3 s    | 1930 |

## Nederlandse records
| Onderdeel            | Prestatie | Datum            | Plaats    |
| -------------------- | --------- | ---------------- | --------- |
| polsstokhoogspringen | 3,62 m    | 1 juni 1930      | Haarlem   |
| polsstokhoogspringen | 3,815 m   | 27 juli 1930     | Amsterdam |
| polsstokhoogspringen | 3,86 m    | 17 augustus 1930 | Hilversum |
| polsstokhoogspringen | 3,875 m   | 1932             | Hilversum |
| polsstokhoogspringen | 3,90 m    | 2 september 1934 | Medemblik |

## Palmares

### polsstokhoogspringen
- 1929:  AAA kamp. - 3,50 m
- 1930:  AAA kamp. - 3,73 m[2]
- 1930:  NK - 3,70 m
- 1931:  AAA kamp. - 3,81 m
- 1931:  NK - 3,60 m
- 1931:  Internationale stadionwedstrijden - 3,60 m[3]
- 1932:  NK - 3,81 m
- 1934:  NK - 3,80 m
- 1935:  NK - 3,80 m
- 1936:  NK - 3,70 m